# Cercyon mexicanus
Cercyon mexicanus är en skalbaggsart som beskrevs av Sharp 1882. Cercyon mexicanus ingår i släktet Cercyon och familjen palpbaggar. Inga underarter finns listade i Catalogue of Life.